# Jon Bon Jovi
John Francis Bongiovi, conegut pel seu nom artístic Jon Bon Jovi (Sayreville, Nova Jersey, 2 de març de 1962), és un músic, actor, compositor i cantautor estatunidenc, reconegut per ser el vocalista de la banda Bon Jovi. Des del 2009 forma part del prestigiós «Songwriters Hall of Fame» (Saló de la Fama dels compositors) al costat del seu company de grup Richie Sambora. Entre les seves principals influències hi ha Bruce Springsteen, Bob Dylan i Aerosmith. És propietari d'un equip de l'Arena Football League, els Philadelphia Soul.

## Biografia
John Elías Bongiovi va néixer el 2 de març de 1962 a Perth Amboy (Nova Jersey), fill de Carol Sharkey, ex-conilleta de Playboy convertida en florista i de John Francis Bongiovi, Sr., perruquer.
El 1977 es va graduar i va formar la banda Atlantic City Expressway juntament amb el seu company de classe David Bryan Rashbaum. Anys més tard, el 1980, després d'uns concerts en bars, Jon decideix canviar el nom a The Rest. Aquell mateix any escriu la cançó «Runaway», la qual és utilitzada en el disc mixt que Chip Hobart estava produint; «Runaway» es convertiria en la cançó més destacada de l'àlbum. A finals de 1980, Tony Bongiovi el contracta perquè interpreti la cançó «R2-D2 We Wish You a Merry Christmas» de l'àlbum nadalenc Christmas in the Stars. Durant tot aquest temps, Jon va realitzar diversos enregistraments de cançons amb Atlantic City Expressway, recopilades en The Power Station Years, com «Talking in Your Sleep» o «More Than We Bargained For».
El 1982, Jon i la seva banda John Bongiovi and the Wild Ones van començar a gravar els demos d'algunes cançons que s'inclourien en el seu primer àlbum oficial com a banda, entre les quals destaquen «She Don't Know Me» i «Summertime Blues».
El 1983, John Bongiovi va signar un contracte amb Polygram per poder produir un àlbum. Jon, tenint la llibertat que li permetia el contracte, va decidir reclutar al seu antic company David Bryan, al seu llavors guitarrista Dave Sabo i després a Alec John Such, baix de The Message, que al seu torn va cridar Tico Torres que era el bateria de la seva banda. Més tard s'uniria Richie Sambora, que va realitzar un càsting on el van escollir com a nou guitarrista, reemplaçant a Sabo. És així com es forma la banda Bon Jovi, nom que tots els membres van acordar sense problemes.
La mare de Jon, Carol, va ser una de les primeres conilletes de Playboy; en començar la beatlemania, es va convertir en beatlemaniaca, per aquesta raó va voler que el seu fill Jon fos igual de famós que The Beatles, i llavors va començar a incentivar-li l'amor a la música, i amb 7 anys li va regalar a Jon la seva primera guitarra. Va assistir a algunes classes però Jon no en gaudia realment i va acabar tirant la guitarra al soterrani. Va afirmar que "el so que va fer caient pels graons em va agradar més que qualsevol d'aquelles avorrides classes".

## Veu
La veu de Jon Bon Jovi ha estat destacada en diverses ocasions. Es creu que té un registre vocal al voltant de les 3 octaves. En la prestigiosa revista Planet rock va ser triat com la 12a millor veu del rock; per davant d'altres mites com Steven Tyler, Bruce Springsteen, Ozzy Osbourne o Bono, entre d'altres. 

## Discografia

### Com a solista
- The Power Station Years (recopilació de cançons 1978-1983)
- Blaze of Glory (1990, banda sonora de Young Guns II)
- Destination Anywhere (1997).
- The Power Station Years: The Unreleased Recordings (2001)

### Amb Bon Jovi
| Primera etapa (1984-1988)                |      |                                      |
| Bon Jovi                                 | 1984 | Àlbum d'estudi                       |
| 7800º Fahrenheit                         | 1985 | Àlbum d'estudi                       |
| Slippery When Wet                        | 1986 | Àlbum d'estudi                       |
| New Jersey                               | 1988 | Àlbum d'estudi                       |
| Segona etapa (1992-1995)                 |      |                                      |
| Keep The Faith                           | 1992 | Àlbum d'estudi                       |
| Crossroad                                | 1994 | Recopilatori de "grans èxits"        |
| These Days                               | 1995 | Àlbum d'estudi                       |
| Tercera etapa (2000-actualitat)          |      |                                      |
| Crush                                    | 2000 | Àlbum d'estudi                       |
| One Wild Night Live 1985-2001            | 2001 | Recopilatori en viu                  |
| Bounce                                   | 2002 | Àlbum d'estudi                       |
| This Left Feels Right                    | 2003 | Recopilatori de cançons versionades. |
| 100,000,000 Bon Jovi Fans Can't Be Wrong | 2004 | Box Set amb 50 cançons inèdites      |
| Have A Nice Day                          | 2005 | Àlbum d'estudi                       |
| Lost Highway                             | 2007 | Àlbum d'estudi                       |
| The Circle                               | 2009 | Àlbum d'estudi                       |
| Greatest Hits                            | 2010 | Recopilatori de "grans èxits I"      |
| Greatest Hits - The Ultimate Collection  | 2010 | Recopilatori de "grans èxits II"     |
| What About Now                           | 2013 | Àlbum d'estudi                       |
| Burning Bridges                          | 2015 | Àlbum d'estudi                       |
| This House Is Not For Sale               | 2018 | Àlbum d'estudi                       |
| 2020                                     | 2020 | Àlbum d'estudi                       |

## Filmografia

### Bandes sonores
- Light of Day 1987 (cançó "Only Lonely")
- Spaceballs 1987 (cançó "Raise Your Hands")
- Disorderlies 1987 (cançó "Edge of a Broken Heart")
- MTV Music Awards 1989 (cançó "Livin' On a Prayer/Wanted Dead or Alive")
- Navy SEALS 1990
- Young Guns II 1990 (BSO feta per Jon Bon Jovi, amb la col·laboració de Little Richard, Elton John i Aldo Nova. Cançons "Blaze of Glory", "Miracle", "Santa Fe", "Dyin' Ain't Much For a Livin'")
- The 63rd Annual Academy Awards 1991 (TV) (cançó "Blaze of Glory")
- Harley Davidson and the Marlboro Man 1991 (cançó "Wanted Dead Or Alive")
- The Cowboy Way 1994 (cançó "Good Guys Don't Always Wear White")
- Destination Anywhere 1997 (cançó "Destination Anywhere")
- Armageddon 1998 (cançó "Mister Big Time")
- Ed Tv 1999 (cançó "Real Life")
- Rock Star 2001 (cançó "Livin' on a Prayer")
- Jay and Silent Bob Strike Back 2001 (cançó "Bad Medicine")
- America the Beautiful 2001 (TV) (cançó "America the Beautiful")
- Avenging Angelo 2002
- Scooby doo 2:monsters unleashed 2004 (cançó "Wanted dead or alive")
- The Very Best of Cher: The Video Hits Collection 2004 (V) (cançó "We All Sleep Alone")
- Wild Hogs 2006 (V) (cançó "Lost Highway", "Wanted dead or alive")

### Pel·lícules
Jon Bon Jovi ha participat com a actor en 14 pel·lícules. L'any 2009, el cantant confirmà la seva retirada definitiva com a actor, mitjançant el documental biogràfic de Bon Jovi; When We Were Beautiful.
- The Return of Bruno 1988
- Young guns II 1990
- Dones sota la lluna (Moonlight and Valentino) 1995
- Un home d'èxit (The Leading Man) (1996)
- Destination Anywhere 1997
- Homegrown 1998
- Little City 1998
- No Looking Back 1998
- Row your Boat 1998
- U-571 2000
- Pay it Forward 2000
- Vampires: los muertos 2002
- Els Àngels de Charlie: Al lími 200
- Cry Wolf 2005
- National Lampoon's Pucked 2006
- New Year's Eve 2011

## Sèries de televisió
- Ally McBeal (fou coprotagonista d'aquesta sèrie en la seva última temporada (2002), el seu personatge va ser Victor Morrison).
- Sex and the City (apareix com un de tants enamoriscaments equivocats de Carrie Bradshaw (Sarah Jessica Parker, el seu personatge va ser Seth en el capítol Games People Play el 1999)
- Las Vegas (apareix en el capítol Centennial el 2005).
- The West Wing (apareix en el capítol Welcome to Wherever You Are el 2006, representant-se a si mateix. El nom del capítol pren el nom d'un dels temes de l'àlbum Have a Nice Day.)

## Premis

### Oscar
| Any  | Categoria                        | Pel·lícula    | Cançó          | Resultat |
| ---- | -------------------------------- | ------------- | -------------- | -------- |
| 1990 | Oscar a la millor cançó original | Young Guns II | Blaze of Glory | nominat  |

### Globus d'Or
| Any  | Categoria             | Pel·lícula    | Cançó          | Resultat  |
| ---- | --------------------- | ------------- | -------------- | --------- |
| 1991 | Millor cançó original | Young Guns II | Blaze of Glory | Guanyador |